# Leap of Faith
Leap of Faith (br: Fé demais não cheira bem) é um filme de 1992 estrelado por Steve Martin que vive o Reverendo Jonas Nightengale, um charlatão que vende a salvação em troca das ofertas que recebe por doação. No estado americano do Kansas quando seu ônibus quebra ele acaba reconhecendo os seus erros e um verdadeiro milagre acontece.
A história é similiar a do livro de The Faith Healers de James Randi, que afirma ter sido copiado.

## Elenco
- Steve Martin — Jonas Nightengale
- Debra Winger — Jane Larson
- Lolita Davidovich — Marva
- Liam Neeson — Sheriff Will Braverman
- Lukas Haas — Boyd
- Meat Loaf — Hoover
- Philip Seymour Hoffman — Matt
- M.C. Gainey — Tiny
- La Chanze — Georgette
- Delores Hall — Ornella
- Troy Evans - Officer Lowell Dade